# Прессбол
«Прессбол» — популярная белорусская спортивная газета. Девиз — «Такова спортивная жизнь».

## История
Ассоциация спортивных журналистов, которую возглавлял собственный корреспондент «Советского спорта» Александр Борисевич, основала частную спортивную газету. Партнером издания стал хозяин хоккейного «Динамо-Минск» Игорем Макаедом.
Первый номер газеты вышел 16 января 1991 года в формате 8-страничного вечернего еженедельника. «Прессбол» учредили МХХК «Динамо» (впоследствии преобразованный в ЗАО ХК «Тивали») и ассоциация спортивной прессы Белоруссии. В первые годы существования (1991—1995) газета была еженедельником, затем формат выхода несколько раз менялся. Во время крупных спортивных событий издание выходило до шести раз в неделю. В настоящее время газета печатается 2 раза в неделю — во вторник (16 полос) и пятницу (16 полос). Основное внимание уделялось событиям в футболе, хоккее с шайбой, гандболе, баскетболе.
1 августа 2000 года первым из всех независимых изданий Белоруссии «Прессбол» достиг рубежа в 1000 номеров.
Бессменным руководителем pressball.by с момента запуска 1 апреля 2002 года является Юрий Довнар. Тестовая версия интернет-проекта заработала во время зимней Олимпиады в Солт-Лейк-Сити. Тогдашний главный редактор «Прессбола» Владимир Бережков в январе 2011 года рассказал о запуске: «У нас в „Прессболе“ все происходило на руках, плечах и в головах энтузиастов. Я, как сейчас, помню, это были Соршеры. Они сейчас в Нью-Йорке. Если не ошибаюсь, здесь они торговали греческими винами. А потом они иммигрировали в Нью-Йорк и основали там какую-то программную фирму. Там они занимались программированием на общественных началах. Здесь мостом им служил Юра Довнар, сейчас руководитель проекта Pressbаll.by. Они сделали этот сайт вместе. Это было, знаете, как когда в Простоквашино Шарик с Дядей Федором писали письмо домой. Один сказал, что ломит хвост, другой сказал, что у него болят руки и чешется шерсть, что он хочет домой. Здесь тоже каждый понемногу что-то привнес, и получился такой симбиоз».
В феврале 2008 года исполком НОК Белоруссии лишил «Прессбол» аккредитации на Олимпиаду в Пекине. По мнению первого вице-президента НОК Геннадия Алексеенко, многие публикации издания носили тенденциозный характер. «Мы не можем закрыть эту газету, но высказать свое отношение имеем право», — сказал Алексеенко. В редакции считали, что лишение аккредитации стало местью за серию критических статей в отношении первых лиц белорусского спорта. В частности, публикация Светланы Парамыгиной «Олимпийская помойка. НИИследованный миллиард» в номере за 21 декабря 2007 года. В защиту «Прессбола» выступили 100 олимпиоников, чемпионов, призёров и личностей от спорта.
С 20-летним юбилеем издание поздравил будущий кандидат в президенты Беларуси Виктор Бабарико (председатель правления ОАО «Белгазпромбанк»): «За два десятилетия „Прессбол“ превратился в мощное редакционно-издательское учреждение, занявшее и удерживающее лидирующие позиции на рынке спортивной прессы Беларуси. За это время сложилась журналистская школа, подготовившая десятки высокопрофессиональных авторов. И самым главным активом бренда являются его читатели, значительная часть которых остается с вами с самого первого номера. От лица партнеров желаю коллективу „Прессбола“ острого пера, ярких публицистических материалов, увеличения читательской аудитории, а также долгой и счастливой жизни!»
В ноябре 2012 года главный редактор Владимир Бережков опубликовал статью под названием «Продажный Прессбол», в которой сообщил о поиске инвестора из-за сложного финансового положения издания. В сентябре 2013 года заместитель главного редактора Сергей Новиков на «прямой линии» с читателями сообщил, что в число учредителей ООО «Прессбол-91» как юридическое лицо войдёт Ассоциация «Белорусская федерация футбола». Новиков выразил уверенность, что на свободе выбора тем журналистами партнёрство с БФФ никак не отразится. Он подчеркнул, что эти «принципиальные вопросы (разумеется, не только касательно меня) оговаривались превентивно».
В 2016 году «Прессбол» к собственному дню рождения выпустил праздничный коллаж из передовиц.
В августе 2020 года перестала выходить «Чёрная колонка» (рубрика «Приплыли»), которая была визитной карточкой газеты. Каждую пятницу на последней странице анонимные авторы белыми буквами на чёрном фоне препарировали спортивные события недели при помощи иронии и сарказма. Рубрика перестала выходить из-за событий, связанных с проведением президентских выборов в Белоруссии. Впоследствии возобновлена не была.

## Главные редакторы «Прессбола»
| Начало работы в должности | Уход с должности |                     |
| ------------------------- | ---------------- | ------------------- |
| 16 января 1991            | апрель 1995      | Александр Борисевич |
| апрель 1995               | 8 апреля 2014    | Владимир Бережков   |
| 8 апреля 2014             | 1 июля 2020      | Сергей Кайко        |
| 1 июля 2020               | 3 декабря 2020   | Дмитрий Герчиков    |
| 17 декабря 2020           | 11 августа 2023  | Сергей Лисичкин     |
| 13 октября 2023           |                  | Юрий Орлов          |
| 19 декабря 2023           |                  | Александр Добриян   |